# VRV

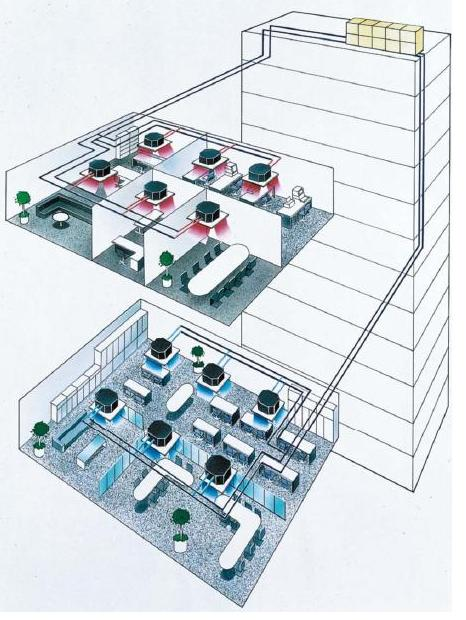
Sistema VRF.

El Flujo de Refrigerante Variable (VRF), también conocido como Volumen de Refrigerante Variable (VRV), es un tipo de sistema de aire acondicionado central de tipo multi-split. Utiliza un refrigerante como medio de transmisión de frío y calor. Este refrigerante es acondicionado por una unidad externa de condensación y entonces circula por el edificio hacia múltiples unidades interiores.

## Historia
Fue inventado en Japón por Daikin en 1982, Empresa que posteriormente patentó esa denominación (VRV), siendo que esto solamente fue posible con la aplicación de modernas técnicas de controles digitalizados.
Posteriormente, el resto de la industria adoptó la denominación genérica "VRF" (del inglés "variable refrigerant flow"), que resulta también más apropiada pues todo el proceso se realiza siempre en ambiente cerrado, o sea, a VOLUMEN CONSTANTE, siendo que lo que varía es realmente el flujo del fluido (la cantidad que es bombeada a cada instante), en función de las necesidades de las unidades remotas.

## Funcionamiento
De la misma forma que los sistemas split simples, los sistemas VRF usan un fluido como medio de refrigeración y calentamiento. Este se acondiciona mediante una unidad de condensación exterior y se hace circular dentro de la construcción mediante tubos que conectan a múltiples unidades remotas, repartidas en uno o varios ambientes.

## Fabricantes primarios
Japoneses:
- Daikin
- Fujitsu
- Hitachi
- Mitsubishi Electric
- Mitsubishi Heavy Industries
- Panasonic
- Toshiba

Coreanos:
- LG Electronics
- Samsung Electronics

Chinos/Otros:
- Midea
- Gree